# Bỉm vải
Bỉm vải (Tã vải) hiện đại có nhiều hình dạng, bao gồm tã vải, miếng lót của tã vải, và có thể trang bị thêm miếng bọc của tã vải. Nhưng ít ai biết, con người đã sử dụng tã vải từ những năm 1800 và trải qua hàng  trăm năm nghiên cứu và phát triển để có được sản phẩm tã vải hiện đại như hiện nay.

## Lịch sử phát triển của tã vải
Theo truyền thống, tã vải có hình dáng vuông hoặc chữ nhật được cấu tạo bởi vải lanh hoặc vải bông flannel. Vào  cuối những năm  1800 ở châu Âu và Bắc Mỹ, tã vải được cấu tạo dạng phẳng và được sử dụng phổ biến.
Trong những năm đầu của thế kỷ 20, người sử dụng đã luộc tã vải bằng nước sôi hoặc phơi dưới nắng do có sự nhận thức về vi khuẩn.  Trong thế chiến thứ II, tã vải bông tươi và dịch vụ tã vải được cung cấp như một nhu cầu thiết yếu.
Năm 1946, một người nội trợ ở  Fort Wayne, Indiana tên là   Marion Donovan, đã phát minh ra vỏ bọc tã vải không thấm nước dựa trên thiết kế của vòi tắm hoa sen. Không giống như các loại quần áo cao su đã có trên thị trường lúc đó, thiết kế của Marion Donovan không gây hăm và không ảnh hưởng đến da của trẻ. Donovan đã được cấp 4 bằng sáng chế cho thiết kế của mình, bao gồm thay thế các cúc bấm nhựa cho các khuy sắt để cố định tã vải lúc bấy giờ.

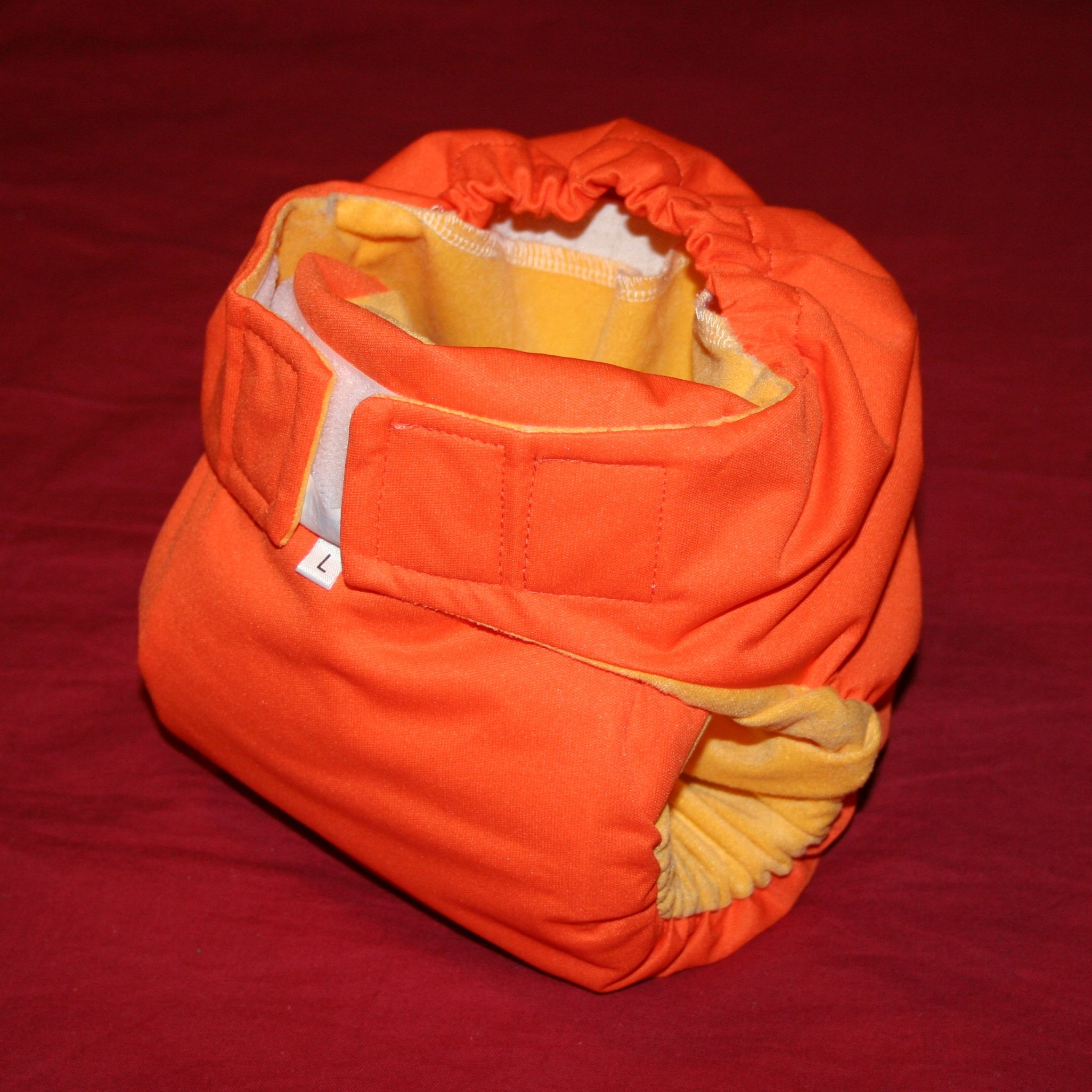
Mẫu tã vải hiện đại

Năm 1950, tã vải prefold được phát minh và sản xuất bởi chủ sở hữu Curity. Ta prefold được cấu tạo bởi các tã phẳng, được gấp và khâu lại với nhau.  Cũng trong năm 1950, tã vải Safe-T Di-Dee được phát minh bởi Sybil Geeslin (Kennedy).
Trong những năm 1960, tã dùng một lần nhanh chóng chiếm được thị phần và đẩy tã vải ra khỏi thị trường
Trong những năm 1980, nhu cầu sử dụng bỉm vải lại trở lại do sự bức thiết của vấn đề môi trường liên quan đến số lần sử dụng tã vải. Vào cuối những năm 1980, các công ty tã vải lớn bắt đầu được thành lập.
Năm 1987, công ty tã vải Bummis ở Canada  phát minh ra miếng lót chống thấm cho tã vải, ở giữa tã vải và miếng lót. Cũng trong năm 1987, tã fastener Snappi  được phát minh ở Nam Phi, với khóa nhựa hình chữ Y, và được sử dụng đến tận ngày nay Bỉm vải, tã vải cao cấp là một xu hướng thay thế cho khăn xô và các loại bỉm giấy.
Năm 1995, công ty tã vải Motherease, được thành lập và bắt đầu bán hàng qua thư đặt hàng tại nước Mỹ, mặc dù chủ sở hữu Erika Froese đã phát triển và sử dụng từ năm 1981, bán tại Canada vào năm 1991. Motherease được coi như một thước đo tiêu chuẩn tốt nhất cho tã vải. Với miếng lót siêu nhẹ, cung cấp một hệ thống tã vải hoàn toàn chống rò rỉ. Hiện tại Motherease đã tiếp tục nghiên cứu và phát triển, Các dòng sản phẩm Wirard Dou (Miếng lót và bọc), Wirrard Uno (Siêu mỏng), Wizard EasyStuff Pocket (Dễ dàng mặc và đổi kích cỡ). Motherease được đánh giá là nhà cung cấp tã vải đáng tin cậy nhất, và là bằng chứng tuyệt vời cho hệ thống chống rò rỉ của tã vải.
Năm 1997, tã vải  Poochies  và tã vải Honeyboy  phát triển và trở lên phổ biến,  một số công ty bán tã vải với giá lên tới 200 usd / chiếc. Trong năm 1999 tã vải Cuddlebuns được biết đến và giới thiệu cho cộng đồng dưới dạng có thể sử dụng cho trẻ từ lúc sơ sinh đến lúc trẻ có thể tự đi vệ sinh.  Tất cả ba sản loại tã vải đều trở lên và đều thông qua cấp phép. Hiện tại đang được sở hữu bởi  tã vải Baby by You.
Năm 2004 và 2005 là năm đánh dấu sự bùng nổ tăng trưởng trong cộng đồng thay tã vải. Nhiều người mới may vải tã và các doanh nghiệp bán lẻ đã bắt đầu.  Ngoài ra, trong năm 2004 và 2005,thiết kế tã vải đã trở thành một cơn sốt. Một số tã đã lên tới giá 300 USD, thậm chí là 500 USD.  Diễn đàn trực tuyến bùng nổ với các cộng đồng thay tã vải (MDC đang dẫn đầu)  và nhiều trang web mới dành riêng cho thông tin vải tã. Nhiều mô hình, và các cửa hàng vải tã trực tuyến đã được mở ra.
Năm 2009, Tã vải Grovia đã được giới thiệu bởi công ty The Natural Baby Company. Tã vải Biosoakercủa công ty này đã trở thành hình mẫu cho các loại tã vải hiện nay.
Trong năm 2013, công ty Cotton Babies  đã được trao bằng sáng chế cho  tã vải bumGenius của họ. Điều này gây ra một sự hồi sinh của “cuộc cạnh  tranh  về tã vải ” đã diễn ra vào năm 2002.
Năm 2018, một bà mẹ khác tại Việt Nam đã cải tiến mẫu tã vải trở nên gọn nhẹ hơn, phù hợp với thời tiết, phù hợp với nhu cầu vận động của các bé hơn. Vì dạng tã vải truyền thống có phần quá to làm ảnh hưởng đến quá trình vận động của bé. Từ đó, tã vải Mommykids được phổ biến rộng rãi hơn, được cho là có tính thực tế hơn so với các loại tã vải ra đời trước đây.